# Gordijan III.
Gordijan III., Marcus Antonius Gordianus, (20. siječnja 225. – 11. veljače 244.), rimski car od 238. do 244. godine. Unuk Gordijana I. Ratovao je s Perzijancima i u bitci je poginuo.
| Prethodnik:   | Rimski carevi | Nasljednik:                |
| Balbin (238.) | Rimski carevi | Filip Arapin (244. – 248.) |

### Ostali projekti
|  | Zajednički poslužitelj ima stranicu o temi Gordijan III. |